# 三浦美里
三浦美里（みうら みさと、1996年3月14日 - ）は、神奈川県出身のプロボウラー。JPBA第47期生（ライセンスNo.520）。所属はROUND 1。身長161cm。血液型0型。右投げ。

## 略歴
1996年3月14日、神奈川県にて出生。兄が1人の2人兄妹。小学生で初マイボールを投げ始め、ボウリングを始める。最初はバック・アッパーだった。一旦はボウリングを辞めていた時期もあった。その後、ボウリング部のある釜利谷高等学校に入り、活躍。
釜利谷高等学校卒業。
2014年5月18日、JPBAプロ資格取得テスト（プロテスト）に初挑戦で合格し、18歳でプロ入りを果たした。
2021年5月23日に行われた「グリコセブンティーンアイス杯」第8回プロアマボウリングトーナメントでプロ初優勝を飾った。
2022年2月13日、「ありがとう」JPBA WOMEN'S ALL☆STAR GAME 2022にて2勝目を挙げた。
2025年1月16日より、ROUND 1に所属。。

## 人物
- 師匠は矢野欽太プロ[5]。
- 趣味・特技は、バスケットボール、卓球。
- 目標：早期の3勝目。座右の銘は「七転八起」[5]。

## プロ入り後の主な戦績
※10位以内の順位のみ

### 公式戦
- 通算成績 2勝
- 公認パーフェクトゲーム達成 1回
- 7-10スプリットメイド 1回

#### 2017年
- ROUND1 CUP Ladies 2017本大会 - 5位

#### 2018年
- 第13回MKチャリティカップ- 6位

#### 2019年
- ROUND1グランドチャンピオンシップボウリング2019 JPBA決勝大会 - 2位
- ROUND1グランドチャンピオンシップボウリング2019 FINAL レディース部門 - 5位

#### 2020年
- 第36回 六甲クイーンズオープン- 9位

#### 2021年
- グリコセブンティーンアイス杯 第8回プロアマボウリングトーナメント - 優勝(自身初タイトル)

#### 2022年
- JPBA WOMEN'S ALL☆STAR GAME 2022 - 優勝
- 中日杯2022東海オープンボウリングトーナメント女子- 10位
- 第15回 MKチャリティカップ - 6位
- 全卸連JPBA☆SSSカップ2022 - 6位

#### 2023年
- 第39回 六甲クイーンズオープン - 8位
- 第44回 JLBCクイーンズオープンプリンスカップ - 9位

#### 2024年
- 第45回 JLBCクイーンズオープンプリンスカップ - 7位

## リンク
- JPBA日本プロボウリング協会選手データ 三浦美里
- 三浦美里 (@520misato) - X（旧Twitter）
- 三浦美里 (@314.misato) - Instagram